# Boliviaanse mierklauwier
De Boliviaanse mierklauwier (Thamnophilus sticturus) is een zangvogel uit de familie Thamnophilidae (miervogels).

## Verspreiding en leefgebied
Deze soort komt voor in Bolivia en aangrenzende gebieden van Brazilië en Paraguay..

## Status
De grootte van de populatie is niet gekwantificeerd maar de soort wordt omschreven als plaatselijk vrij algemeen. Op de Rode lijst van de IUCN heeft deze soort de status niet bedreigd.